# Sibi, l'âme du violon
Pour plus de détails, voir Fiche technique et Distribution.
Sibi, l'âme du violon est un film documentaire burkinabé réalisé en 2010 par Michel K. Zongo.

## Synopsis
Sibi, violoniste aveugle, chante et joue dans les cabarets des quartiers populaires de la ville de Koudougou au Burkina Faso depuis plus de trente ans. Il maîtrise l'origine des ethnies et des grandes lignées familiales de la région. Ce film part à la rencontre de cet homme hors du commun qui détient, malgré lui et dans l'indifférence générale, l'histoire vivante d'une région et sa tradition orale menacée. Une bouteille à la mer avant que cette mémoire vivante disparaisse.

## Fiche technique
- Réalisation : Michel K. Zongo
- Maison de Production : Les Films du Djabadjah (Burkina Faso)
- Production : Berni Goldblat
- Image : Michel K. Zongo
- Montage : Berni Goldblat
- Son : Moumouni Jupiter Sodre
- Musique : Sibi Zongo[2]

## Récompenses
- Fespaco 2011 Mention spéciale du Jury